# Kobrava
Koordinati:   42°47′23″N, 17°25′01″E
Kobrava je majhen nenaseljen otoček v Jadranskem morju. Pripada Hrvaški.
Kobrava leži v Narodnem parku Mljet severno od otoka Mljet, od katerega je oddaljena okoli 0,3 km. Površina otočka meri 0,521 km². Dolžina obalnega pasu je 5,45 km. Na vzhodu in zahodu otočka se dvigata vrhova, ki sta visoka 88 mnm.